# Parque nacional de Ayubia
El Parque nacional de Ayubia (en urdu: ایوبیہ نیشنل پارک) es un área protegida de 3312 hectáreas que se encuentra en el distrito de Abbottabad, provincia de Khyber Pakhtunkhwa, al norte del país asiático de Pakistán. Fue declarado parque nacional en 1984. Ayubia fue llamado así en honor del difunto Muhammad Ayub Khan (1958-1969), segundo presidente de Pakistán. La zona templada tiene bosques de coníferas y de hoja ancha templada y hábitats mixtos, con una elevación promedio de 2400 m por encima del nivel del mar.
El parque nacional está rodeado por siete pueblos grandes y cuatro pequeñas ciudades entre las que se pueden nombrar Thandiani, Nathiagali, Ayubia y Khanspur. El parque ha sido desarrollado como un complejo turístico a partir de una combinación de cuatro mini resorts: Khaira Gali, Changla Gali, Khanspur y Ghora Dhaka.

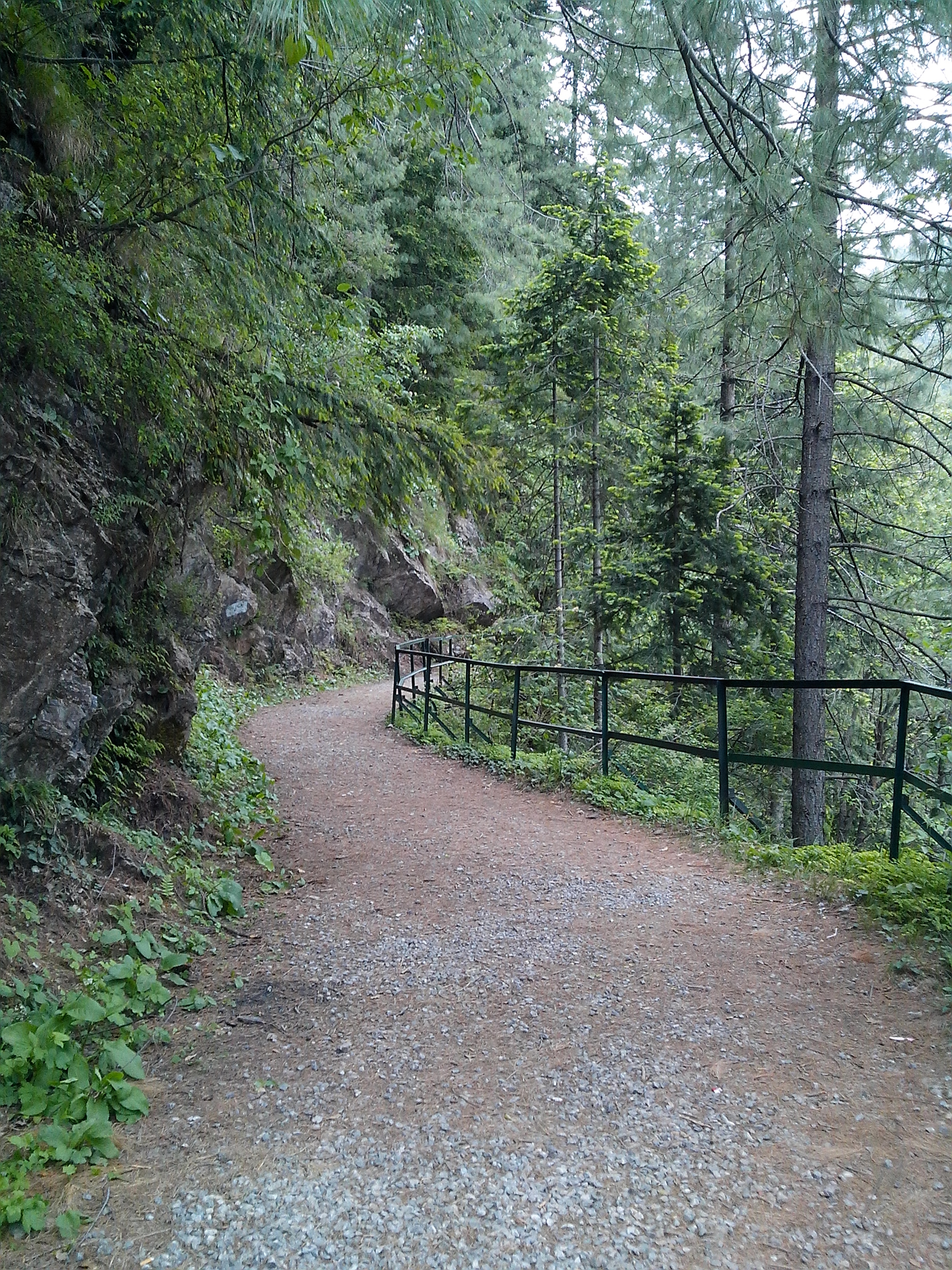
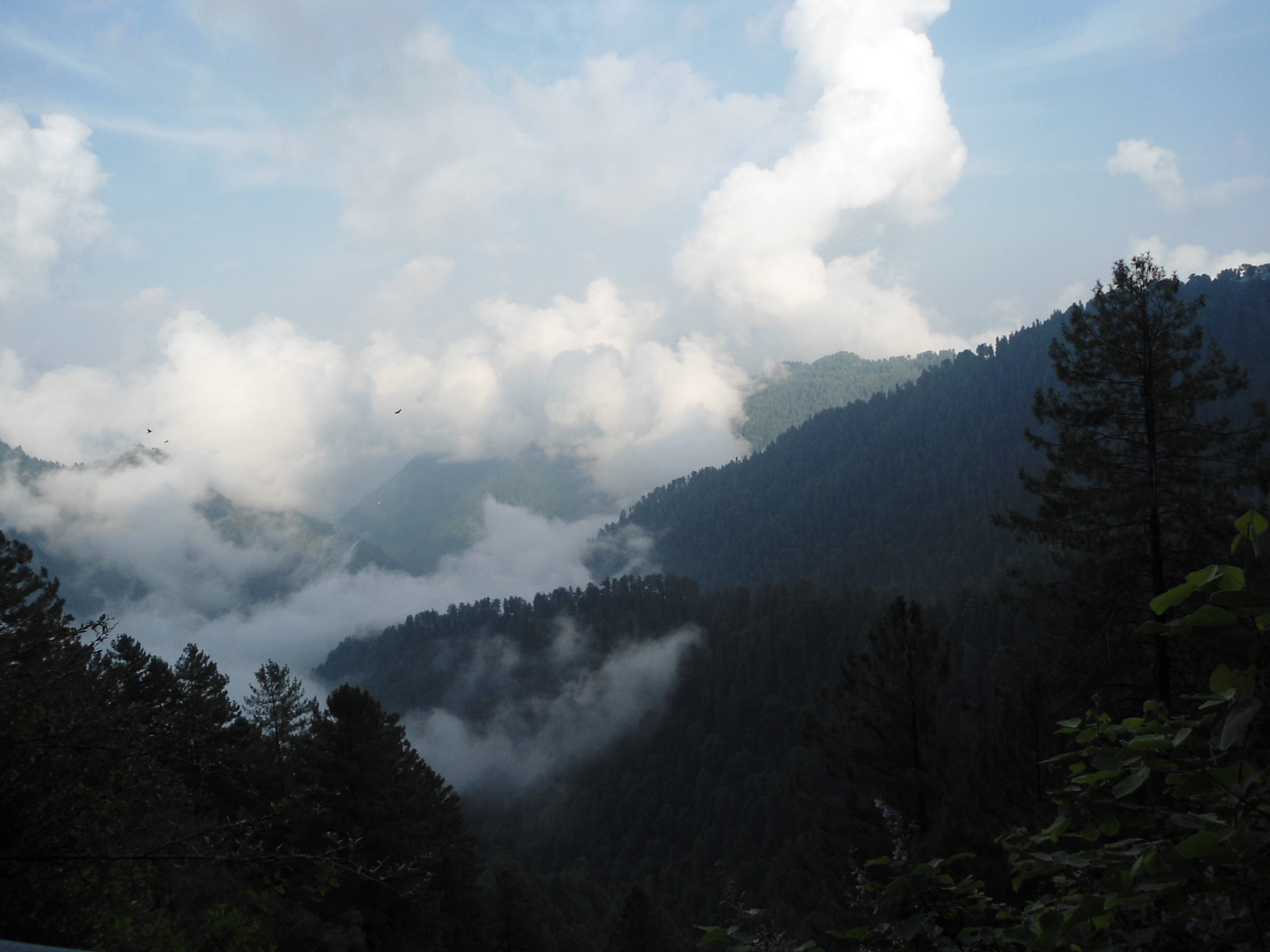
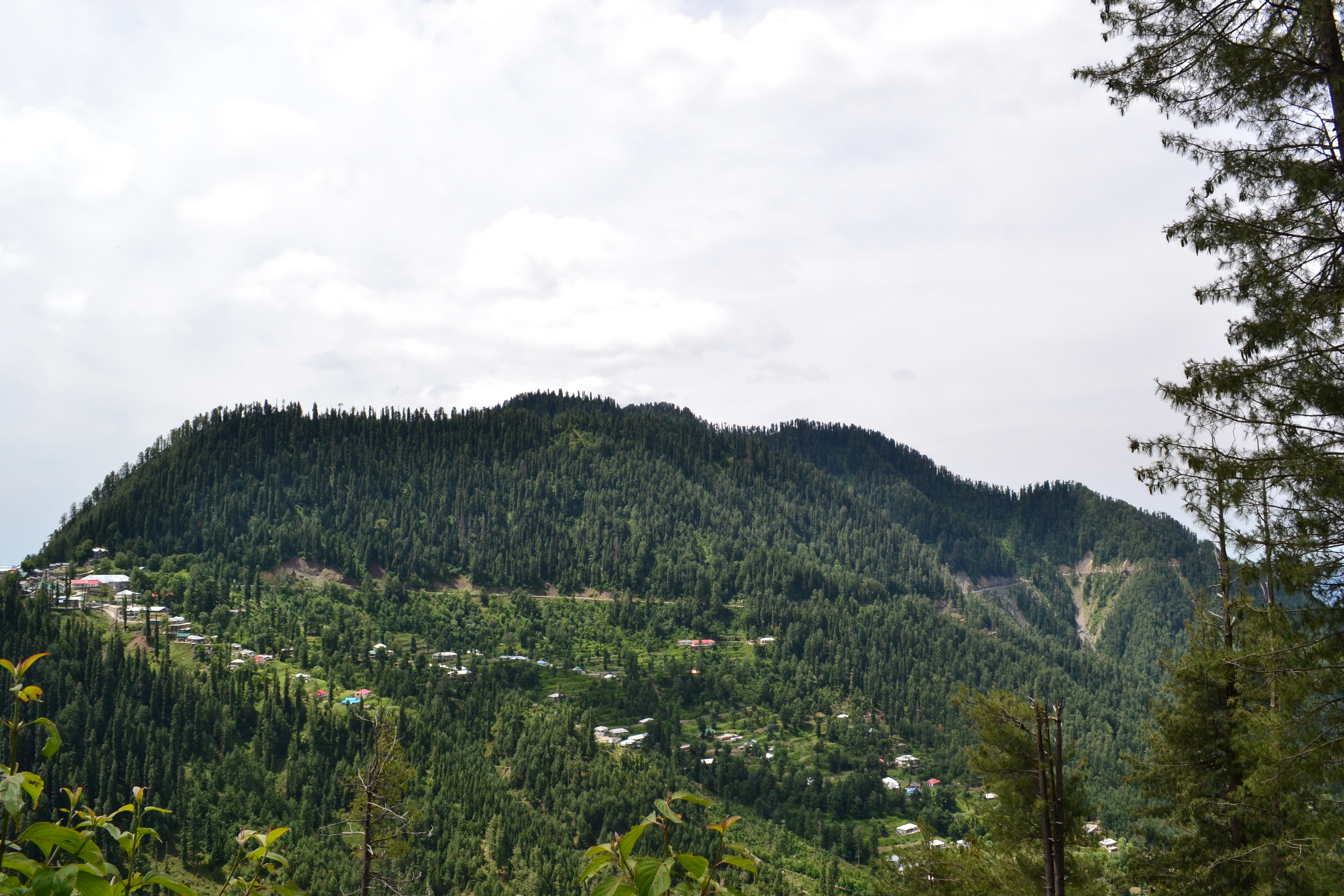